# Hans Heyer

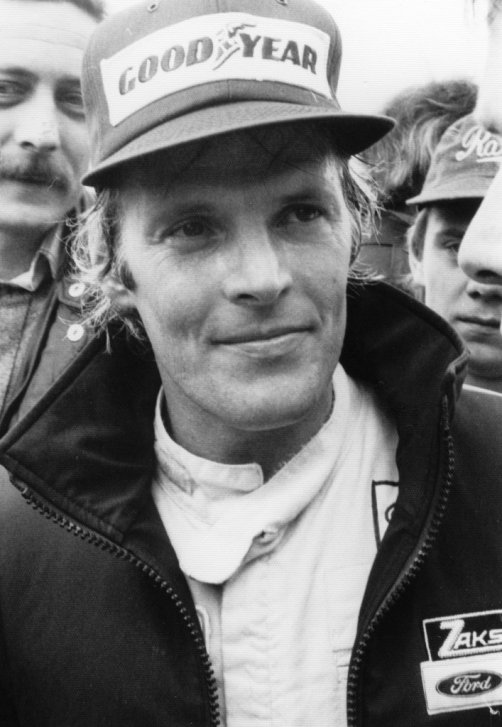
Hans Heyer en Zolder a fines de la década de 1970

Hans Heyer (16 de marzo de 1943, Mönchengladbach, Alemania) es un piloto de automovilismo alemán que se destacó en turismos y gran turismos a nivel alemán y europeo. Fue campeón absoluto del Deutsche Rennsport Meisterschaft en 1975, 1976 y 1980, y subcampeón absoluto en 1973 y 1979, logrando 5 victorias en la División 1 y 24 en la División 2. También consiguió el Campeonato Europeo de Turismos de 1974 y fue subcampeón en 1984. Asimismo, ganó las 24 Horas de Spa de 1982, 1983 y 1984, las 12 Horas de Sebring de 1984, y los 1000 km de Kyalami de 1975 y 1977.

## Carrera deportiva
Heyer fue campeón holandés de karting en 1962 y 1963, y campeón europeo y alemán de karting cuatro años consecutivos entre 1968 y 1971.
El piloto debutó en el Campeonato Europeo de Turismos (ETCC) y el Campeonato Alemán de Circuitos en 1970, pilotando en ambos casos un BMW 2002. En 1971 disputó el Campeonato Europeo de Turismos, primero con un BMW 2002 y luego con un Mercedes-Benz 300 SEL del equipo AMG. Con este último llegó segundo absoluto en las 24 Horas de Spa. Por otra parte, disputó los 1000 km de Nürburgring del Campeonato Mundial de Resistencia con un sport prototipo LBS.
El alemán alternó entre el Campeonato Mundial de Resistencia, el Campeonato Europeo de Turismos, el Deutsche Rennsport Meisterschaft (DRM) y la Interserie en 1972, cambiando de marca frecuentemente. Ganó las 6 Horas de Nürburgring con un BMW Serie 6, y terminó noveno en el ETCC y octavo en el DRM.
Ford lo contrató como piloto oficial en el Campeonato Alemán de Turismos para la temporada 1973. Consiguió cuatro victorias y cuatro segundos puestos con un Ford Capri, por lo que se coronó campeón de la División 1 y subcampeón absoluto. También disputó las 24 Horas de Le Mans y algunas fechas del Campeonato Europeo de Turismos, siempre con Ford.
En 1974, Heyer corrió con Ford en el Campeonato Europeo de Turismos, pilotando un Ford Escort salvo en la última fecha en Jarama, donde corrió con un Ford Capri. Consiguió el título absoluto, logrando victorias absolutas en las 6 Horas de Nürburgring y Jarama. También disputó el DRM pero ahora con un Porsche 911 de Kremer. Logró una victoria y tres podios, además del triunfo en las 6 Horas de Nürburgring, de modo que terminó quinto absoluto. El piloto participó a su vez en el Campeonato Mundial de Resistencia con un Porsche 911 de Kremer, logrando victorias de clase en Imola y Zeltweg. Por último, resultó segundo absoluto en las 200 Millas de Norisring.
El alemán fue campeón absoluto del DRM en 1975 con Zakspeed, logrando seis victorias en la División 2 con un Ford Escort. En el ETCC resultó cuarto absoluto también con un Ford Escort de Zakspeed, obteniendo tres victorias en la División 1. También pilotó un Porsche 911 del equipo Kremer en algunas fechas del Campeonato Mundial de Resistencia, las 24 Horas de Le Mans y las 200 Millas de Norisring, logrando la victoria en su clase en los 1000 km de Nürburgring, y ganó los 1000 km de Kyalami con un Ford Escort oficial.
Heyer continuó con el equipo Zakspeed en el DRM 1976. Acumuló cinco victorias y cuatro segundos puestos con un Ford Escort de la División 2, logrando su segundo título absoluto. Además, corrió en el Campeonato Mundial de Resistencia con un Porsche 935 de Kremer, logrando tres segundos puestos absolutos junto a Bob Wollek, y llegó segundo en los 1000 km de Kyalami con un Ford Escort oficial.
En 1977, el piloto logró una victoria y cuatro segundos puestos en el DRM, continuando con un Ford Escort de la División 2 del equipo Zakspeed. Así, finalizó cuarto en la tabla general y segundo en su división. Por otra parte, corrió en dos fechas del Campeonato Mundial de Resistencia con un Porsche 935 de Gelo, llegó primero en la División 3 y tercero absoluto en la fecha de Nürburgring del Campeonato Europeo de Turismos, y venció en los 1000 km de Kyalami con un Ford Escort de Zakspeed.
Heyer participó en una carrera de Fórmula 1, el Gran Premio de Alemania de 1977, con un Penske-Ford del equipo ATS. No logró clasificar a la carrera, pese a lo cual se coló a la pista una vez iniciada la prueba. Completó nueve vueltas y abandonó por falla en la transmisión, tras lo cual fue excluido del Gran Premio, Heyer se convirtió en el único piloto en no calificar, en abandonar y en ser descalificado en una carrera al mismo tiempo. Luego de la carrera, Heyer fue expulsado de por vida de la Fórmula 1.
El piloto siguió como piloto de Zakspeed en el DRM 1978. Corrió las primeras fechas con un Ford Escort, logrando cinco podios pero ninguna victoria. Luego estrenó el nuevo Ford Capri, con el que obtuvo una victoria y un podio, para terminar séptimo absoluto y tercero en la División 2. Asimismo, disputó varias fechas del ETCC con un Mercedes-Benz 450 SLC de AMG, logrando dos terceros puestos. También corrió en el Campeonato Mundial de Resistencia con un Porsche 935 de Gelo, logrando dos victorias y dos segundos puestos junto a Toine Hezemans y John Fitzpatrick.
En 1979 terminó segundo en DRM, donde logró 6 victorias, 5 pole positions, y 10 podios. Para el año siguiente, en el DRM Heyer cambio de marca, de Ford a Lancia, y de equipo, de Zakspeed a GS Sport; logró en 13 carreras, 2 victorias y 9 podios, logrando así su tercer campeonato en la DRM. También en ese año, compitió en la Procar BMW M1 en 8 carreras con BMW M1, donde logró 2 podios, y terminó séptimo en el campeonato.
En 1981, terminó cuarto en el DRM con un Lancia, donde obtuvo 2 victorias y 10 podios, lo cual sería su última temporada completa en la categoría. También participó de 5 carreras por el Campeonato Mundial de Resistencia con un Lancia, pero no logró ni siquiera ningún podio.

## Resultados

### 24 Horas de Le Mans
| Año  | Equipo                      | Copilotos                                               | Automóvil               | Clase     | Vueltas | Pos. | Pos. Clase |
| ---- | --------------------------- | ------------------------------------------------------- | ----------------------- | --------- | ------- | ---- | ---------- |
| 1972 | Team Schnitzer Motul        | René Herzog                                             | BMW 2800CS              | T 3.0     | 70      | DNF  | DNF        |
| 1973 | Ford Motorwerke             | Gerry Birrell                                           | Ford Capri RS           | T 3.0     | 4       | DNF  | DNF        |
| 1973 | Ford Motorwerke             | Dieter Glemser John Fitzpatrick                         | Ford Capri RS           | T 3.0     | 239     | DNF  | DNF        |
| 1974 | Samson Kremer Racing        | Paul Keller Erwin Kremer                                | Porsche 911 Carrera RSR | GT        | 65      | DNF  | DNF        |
| 1976 | Porsche Kremer Racing       | Juan Carlos Bolaños Eduardo López Negrete Billy Sprowls | Porsche 935             | Gr.5      | 272     | DNF  | DNF        |
| 1977 | Gelo Racing Team            | Toine Hezemans Tim Schenken                             | Porsche 935             | Gr.5      | 269     | DNF  | DNF        |
| 1979 | Gelo Racing Sportswear Intl | Manfred Schurti                                         | Porsche 935             | Gr.5 +2.5 | 201     | DNF  | DNF        |
| 1980 | Scuderia Lancia Corse       | Bernard Darniche Teo Fabi                               | Lancia Beta Monte Carlo | Gr.5      | 6       | DNF  | DNF        |
| 1981 | Martini Racing              | Riccardo Patrese Piercarlo Ghinzani                     | Lancia Beta Monte Carlo | Gr.5      | 186     | DNF  | DNF        |
| 1982 | Martini Racing              | Riccardo Patrese Piercarlo Ghinzani                     | Lancia LC1              | Gr.6      | 152     | DNF  | DNF        |
| 1983 | Martini Racing              | Michele Alboreto Piercarlo Ghinzani                     | Lancia LC2              | C         | 121     | DNF  | DNF        |
| 1984 | Martini Racing              | Paolo Barilla Mauro Baldi                               | Lancia LC2              | C1        | 275     | DNF  | DNF        |
| 1986 | Silk Cut Jaguar             | Brian Redman Hurley Haywood                             | Jaguar XJR-6            | C1        | 53      | DNF  | DNF        |

### Fórmula 1
(Clave) (negrita indica pole position) (cursiva indica vuelta rápida)

| Año  | Escudería       | 1   | 2   | 3   | 4   | 5   | 6   | 7   | 8   | 9   | 10  | 11      | 12  | 13  | 14  | 15  | 16  | 17  | Pos. | Puntos |
| ---- | --------------- | --- | --- | --- | --- | --- | --- | --- | --- | --- | --- | ------- | --- | --- | --- | --- | --- | --- | ---- | ------ |
| 1977 | ATS Racing Team | ARG | BRA | RSA | USW | ESP | MON | BEL | SWE | FRA | GBR | GER DSQ | AUT | NED | ITA | USA | CAN | JPN | NC   | 0      |

### Rally Dakar
| Año     | Clase    | Vehículo | Posición | Etapas |
| ------- | -------- | -------- | -------- | ------ |
| 1986    | Camiones | MAN      | 2.º      | -      |
| Fuente: |          |          |          |        |